# Diamantaire
Le diamantaire est un artisan qui travaille et taille des diamants bruts pour en faire des pierres taillées, augmentant leur valeur et leur qualité esthétique. 
Le diamantaire dispose de compétences dans le seul domaine du diamant à l'inverse d'un lapidaire qui est un expert des autres pierres précieuses et fines.
 
Le diamantaire cherchera par son savoir à couper, bruter, à cliver, à tailler et à polir le diamant afin d'en obtenir la plus importante réflexion lumineuse possible qui donnera au diamant taillé, sa brillance.
 
Le but est d'avoir le pourcentage de lumière réfléchie et rediffusée le plus important par rapport à la lumière pénétrant le diamant. Le principe est que toute lumière qui pénètre le diamant par la table ou la couronne doit ressortir par la table ou la couronne. Cela vaut aussi pour les pierres de couleurs, mais le lapidaire doit en plus orienter la pierre de telle façon à ce qu'elle renvoie  le plus de lumière possible. 
 
Étant donné la dureté du diamant qui est taillé avec de la poudre de diamant, les formations, l'expertise et le métier sont spécifiques au diamantaire. 
Les étapes de transformation d'un diamant brut en diamant taillé sont : le marquage, le sciage, le clivage, le débrutage, et finalement le facettage.

Galerie
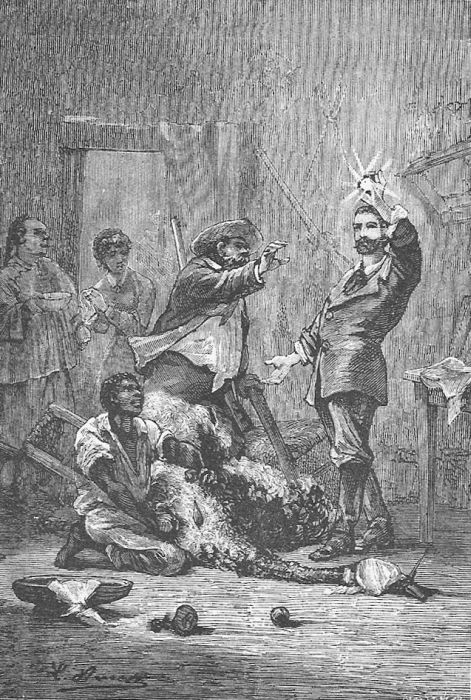
Illustration du roman L'Étoile du sud de Jules Verne, gravure de Léon Benett, 1884.
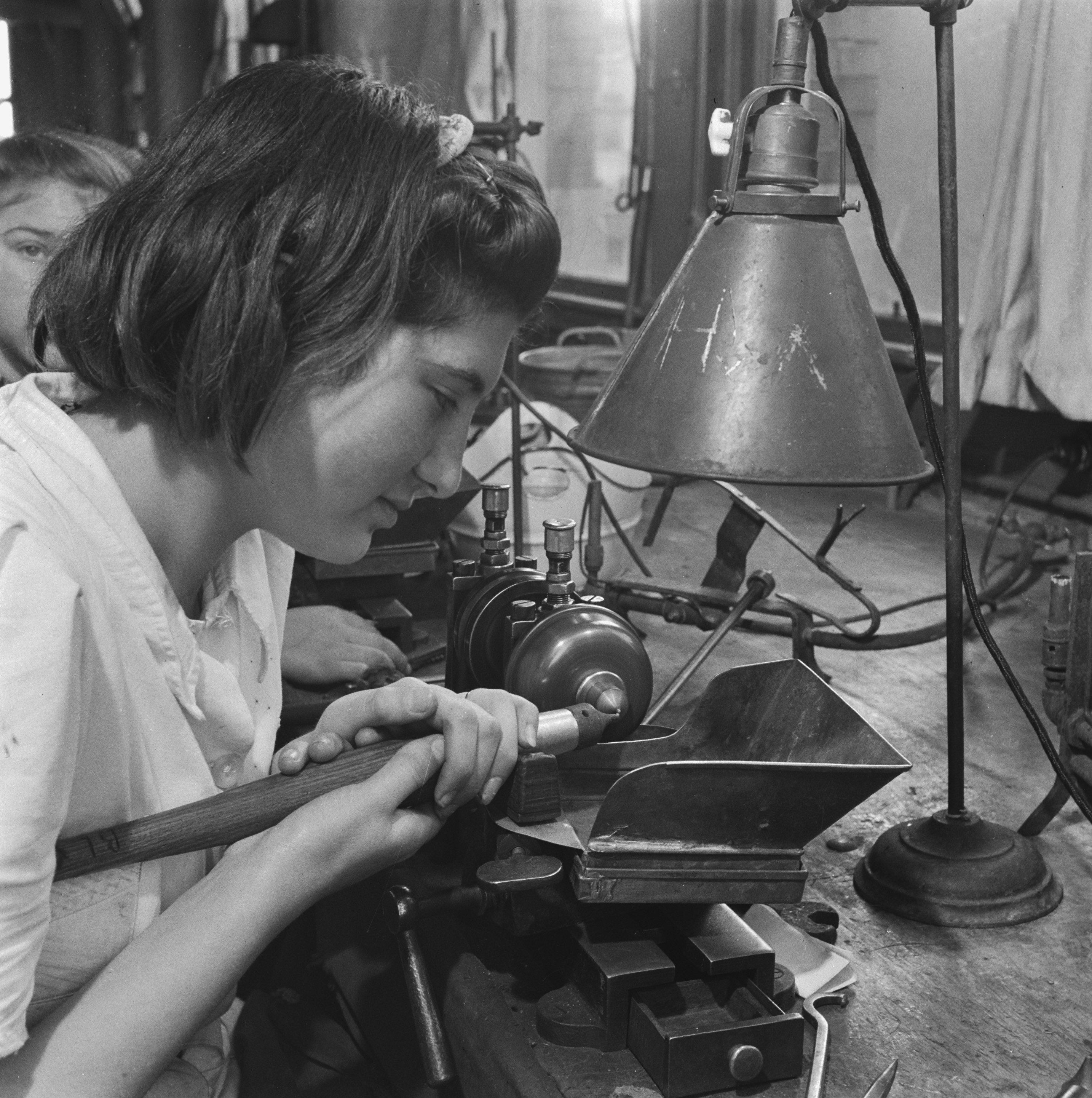
Polisseuse de diamant, Anefo, 1945.
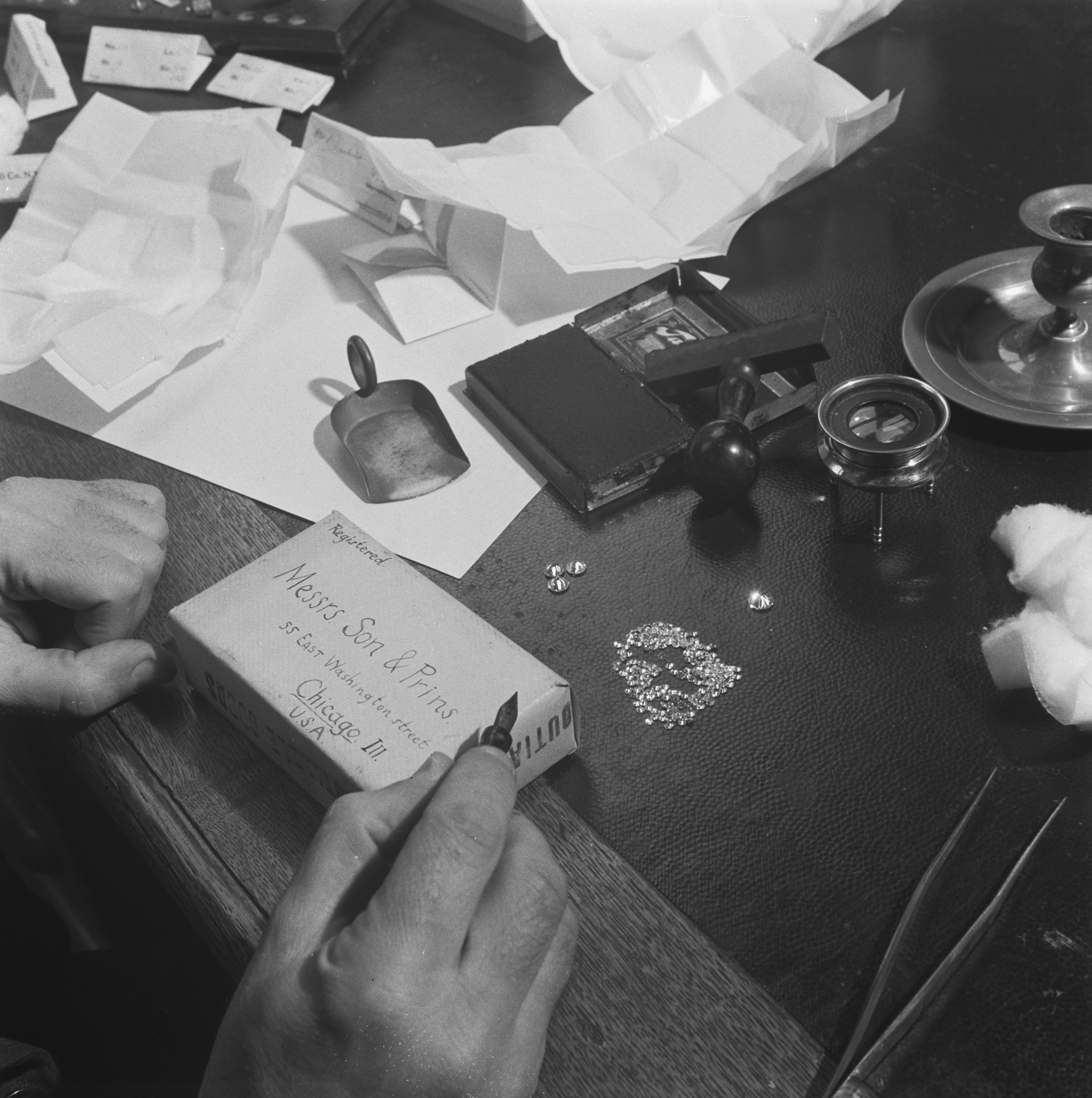
Travail du diamant, Anefo, 1945.
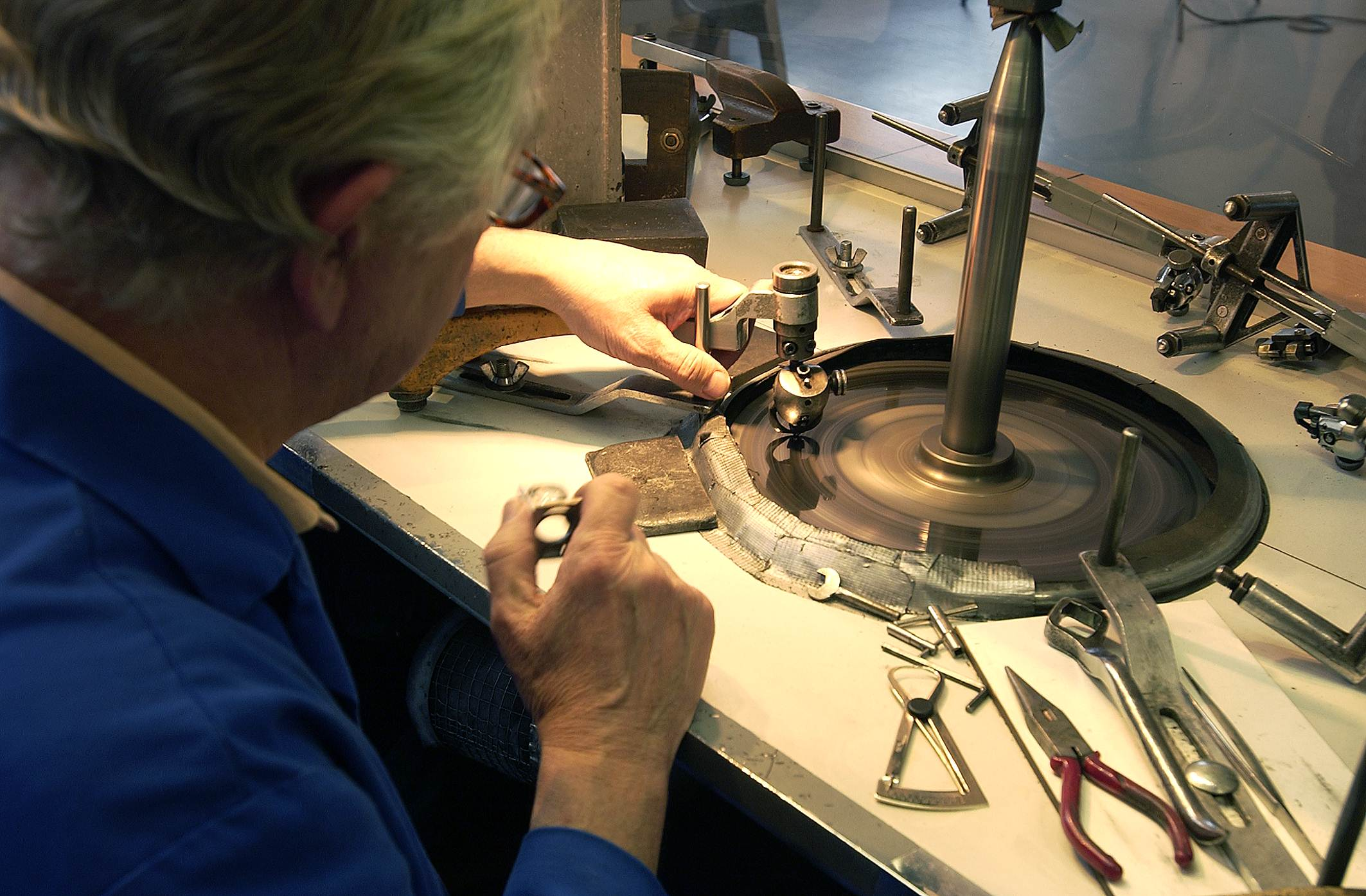
Polisseur de diamant, 2002.
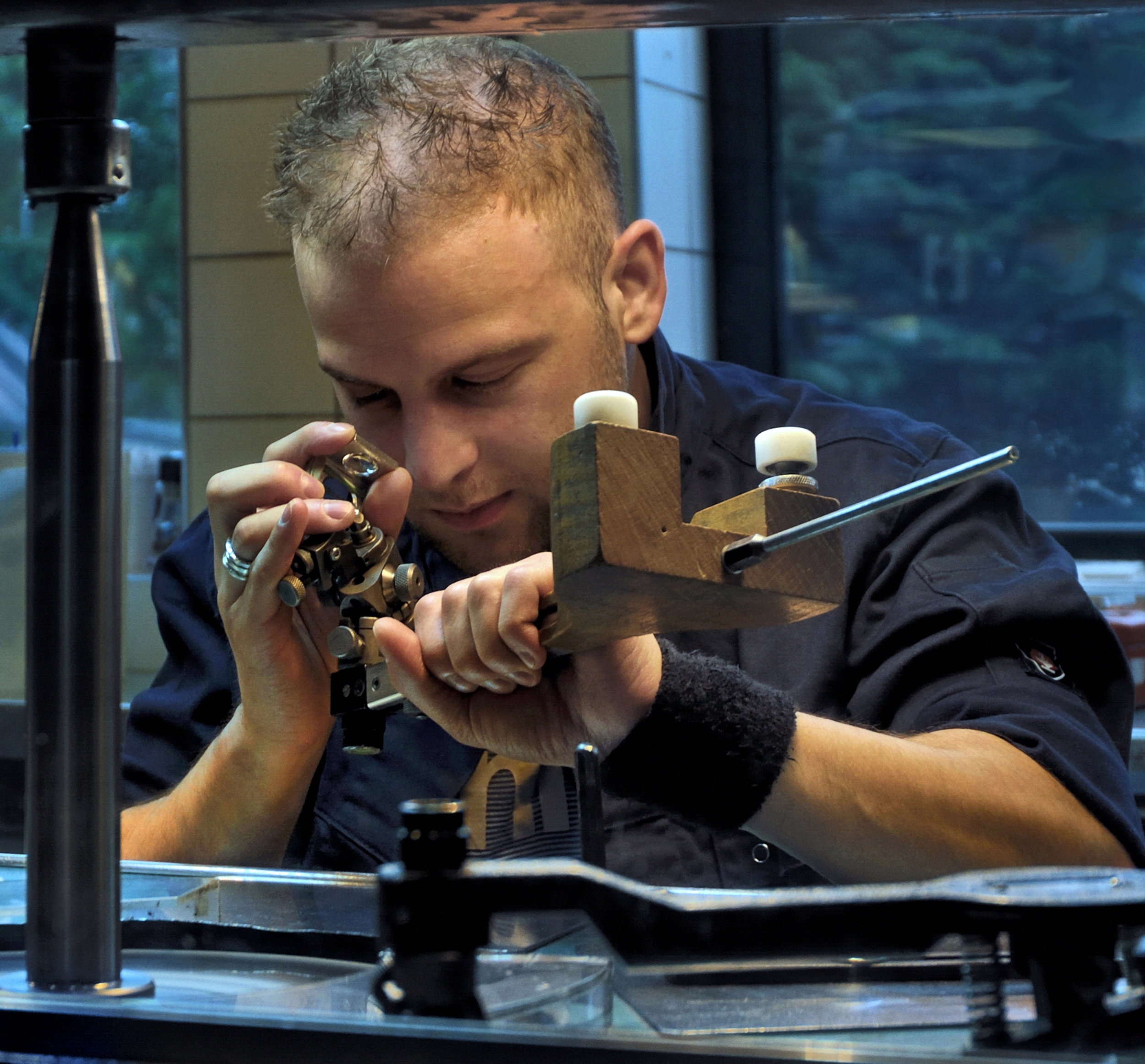
Taille du diamant à Amsterdam, 2012.